# Sobór św. Jerzego w Jassach
Sobór św. Jerzego, potocznie określany jako Stara Metropolia (rum. Mitropolia Veche) – prawosławna cerkiew w Jassach, przy bulwarze Stefana Wielkiego, w jurysdykcji archieparchii Jass Rumuńskiego Kościoła Prawosławnego.

## Historia
Cerkiew została wzniesiona w latach 1761–1769 z inicjatywy metropolity Mołdawii Gabriela, gdy hospodarem mołdawskim był jego brat Jan Teodor, w kompleksie zabudowań rezydencji metropolity. Cerkiew posiada dwa ołtarze: św. Jerzego i św. Teodory z Sihli. Jako sobór katedralny przejęła funkcje niezachowanej tzw. Białej Cerkwi położonej nieco dalej na północ i pełniła je do 1887, gdy wyświęcony został sobór św. Paraskiewy, Spotkania Pańskiego i św. Jerzego w Jassach. Po konsekracji nowego soboru Stara Metropolia została zaadaptowana na muzeum i zaczęła ponownie pełnić funkcje sakralne dopiero w 1999, po remoncie w latach 1981–1985. Jej wielkie poświęcenie miało natomiast miejsce po wykonaniu nowej dekoracji wnętrza; ceremonię poprowadzili arcybiskup Aten Chrystodulos i metropolita Mołdawii i Bukowiny Daniel.

## Architektura
Obiekt został zbudowany w stylu barokowym z elementami architektury orientalnej i rosyjskiego klasycyzmu. Według niektórych źródeł połączenie stylów mołdawskiego i zachodnioeuropejskiego baroku zostało zrealizowane bez zrozumienia zastosowanych form, przez co niektóre detale nie łączą się z innymi lub nie pasują do sąsiadujących. Cerkiew wzniesiono na planie trójkonchowym, z bocznymi absydami ukrytymi za ryzalitami. Od frontu obiekt posiada egzonarteks z rzędem dwunastu kamiennych kolumn. Pierwotnie budynek wieńczyła wieża nad nawą, jednak zawaliła się ona razem z całym pierwotnym sklepieniem. Elewacje obiektu zdobione są rzędami pilastrów z korynckimi kapitelami i rzeźbionymi motywami roślinnymi. 
We wnętrzu budynku znajduje się ikonostas z końca XVIII w., określany jako arcydzieło baroku bałkańskiego. Jest to konstrukcja pięciorzędowa, drewniana, złocona. Szczególnym kultem w świątyni otaczane są ikony Matki Bożej, Chrystusa oraz św. Jerzego, napisane w latach 1804–1805 przez Eustatie Altiniego. W latach 1997–1999 w obiekcie powstały nowe freski, wykonane przez Vasile'a Buzuloiu i jego uczniów. Z kolei w latach 1999–2000 Virgil Moraru wykonał mozaiczną dekorację przedsionka ze scenami Raju oraz sprowadzenia relikwii św. Andrzeja do Jass w 1996. 
W sąsiedztwie Starej Metropolii znajdują się groby metropolitów Mołdawii: Gabriela, Leona, Jakuba II, Melecjusza i Sebastiana.